# Ломан, Дитрих
Ди́трих Ло́ман (нем. Dietrich Lohmann, 9 марта 1943, Вальтерсхаузен — 13 ноября 1997, Дуарте, Калифорния) — немецкий кинооператор.

## Биография
Окончил Высшую киношколу в Берлине. В 1967 году дебютировал как ассистент оператора, впоследствии работал с крупнейшими мастерами нового немецкого кино. Известен сотрудничеством с Райнером Вернером Фасбиндером. С 1971 — доцент Немецкой киноакадемии в Берлине и Высшей киношколы в Мюнхене. В 1990-х годах работал в Голливуде.
Умер от лейкемии, за год до премьеры фильма «Столкновение с бездной», посвящённого его памяти.

## Избранная фильмография
- 1968: Знаки жизни / Lebenszeichen (режиссёр Вернер Херцог; ассистент оператора)
- 1968: Артисты под куполом цирка/ Die Artisten in der Zirkuskuppel: ratlos (режиссёр Александр Клюге; ассистент оператора)
- 1969: Любовь холоднее смерти / Liebe ist kälter als der Tod (Райнер Вернер Фассбиндер)
- 1969: Кардильяк / Cardillac (режиссёр Эдгар Рейц)
- 1969: Катцельмахер/ Katzelmacher (Райнер Вернер Фассбиндер)
- 1970: Почему рехнулся господин Р.? / Warum läuft Herr R. Amok? (Михаэль Фенглер, Райнер Вернер Фасбиндер)
- 1970: Рио дас Мортес (Райнер Вернер Фасбиндер, телевизионный)
- 1970: Боги чумы / Götter der Pest (Райнер Вернер Фасбиндер)
- 1970: Американский солдат / Der amerikanische Soldat (Райнер Вернер Фасбиндер)
- 1970: Поездка в Никласхаузен / Die Niklashauser Fart (Райнер Вернер Фасбиндер)
- 1971: Якоб фон Гунтен / Jakob von Gunten (Петер Лилиенталь)
- 1971: Сапёры в Ингольштадте / Pioniere in Ingolstadt (Райнер Вернер Фасбиндер)
- 1972: Торговец четырёх времен года / Händler der vier Jahreszeiten (Райнер Вернер Фасбиндер)
- 1972: Людвиг. Реквием по королю-девственнику / Ludwig — Requiem für einen jungfräulichen König (Ханс-Юрген Зиберберг)
- 1972: Звериная тропа / Wildwechsel (Райнер Вернер Фасбиндер)
- 1972: Бременская свобода / Bremer Freiheit (Райнер Вернер Фасбиндер)
- 1973: Восемь часов ещё не день / Acht Stunden sind kein Tag (Райнер Вернер Фассбиндер)
- 1974: Эффи Брист Фонтане / Fontane Effi Briest (Райнер Вернер Фасбиндер)
- 1974: Карл Май / Karl May (Ханс-Юрген Зиберберг)
- 1977: Змеиное яйцо / Das Schlangenei (Ингмар Бергман)
- 1977: Гитлер, фильм из Германии / Hitler, ein Film aus Deutschland (Ханс-Юрген Зиберберг)
- 1977: Девичья война / Der Mädchenkrieg (Альф Бруштеллин, Бернхард Зинкель)
- 1977: Бездельник / Taugenichts (Бернхард Зинкель)
- 1978: Германия осенью / Deutschland im Herbst (документальный коллективный проект режиссёров нового немецкого кино)
- 1988: Война и память / War and Remembrance (телесериал, номинация на премию Эмми за операторскую работу, премия Американского общества кинооператоров)
- 1991: Смертельный союз / Deadlock (Льюис Тиг)
- 1991: Милена / Milena (Вера Бельмон)
- 1992: Соль на нашей коже / Salt on Our Skin (Эндрю Биркин)
- 1993: Невинные/ The Innocent (Джон Шлезингер)
- 1994: Цвет ночи / Color of Night (Ричард Раш)
- 1994: Машина (фильм) / La Machine (Франсуа Дюпейрон)
- 1996: Кушетка в Нью-Йорке / Un divan à New York (Шанталь Акерман)
- 1997: Миротворец / The Peacemaker (Мими Ледер)
- 1997: Столкновение с бездной / Deep Impact (Мими Ледер)

## Признание
- Премия Немецкого кино Золотая кинолента (1970).